# Kvadrat
För andra betydelser, se Kvadrat (olika betydelser).

Kvadrat

Konstruktion av en kvadrat inskriven i en given cirkel med hjälp av passare och linjal.

Kvadrat, från latinets quadratum eller quadratus, i den svenska betydelsen, är inom geometrin en beteckning på en fyrhörnig, plan geometrisk figur där alla sidor är lika långa och alla vinklar är räta. Arean av en kvadrat vars sida är a är lika med a2 och dess omkrets är 4a. Klassiskt har en kvadrats area använts för att beskriva ett tal multiplicerat med sig själv, vilket har gett upphov till termen kvadrat inom aritmetik.
En kvadrat är ett specialfall av romb, rektangel, parallellogram, parallelltrapets och trapets. En kvadrat med ett hörn i origo och motstående hörn i koordinaten (1,1) kallas enhetskvadrat.